# SŽD-Baureihe 2ТЭ116
Die Lokomotiven der SŽD-Baureihe 2ТЭ116 (deutsche Transkription 2TE 116) der Sowjetischen Eisenbahnen (SŽD) sind breitspurige Diesellokomotiven mit dieselelektrischer Kraftübertragung, die vorrangig im Güterzugdienst eingesetzt sind. Sie waren die ersten Lokomotiven mit dem neuen Lokkasten der Lokomotivfabrik Luhansk und hatten als eine der ersten Lokomotiven der SŽD einen 16-Zylinder-Viertakt-Dieselmotor. Sie tragen den Übernamen Fantomas.

## Geschichte

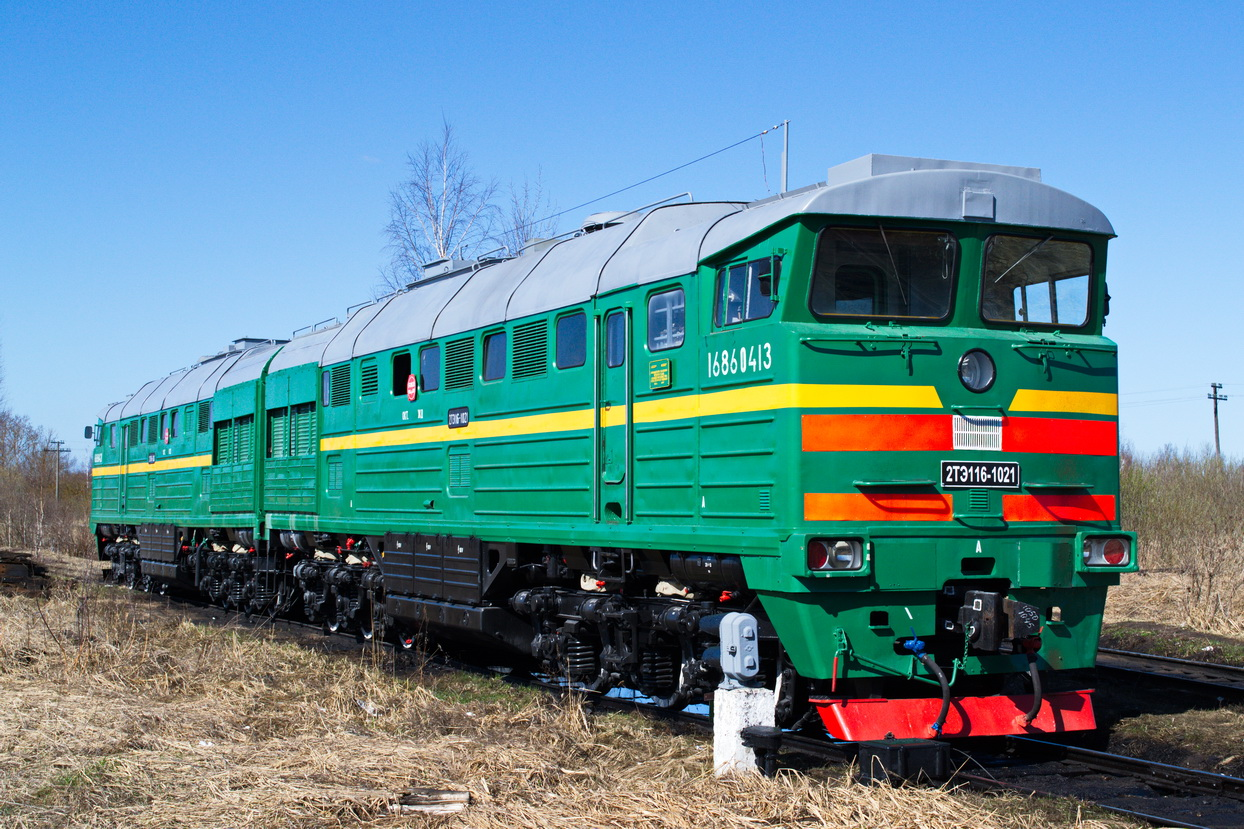
2TE116-1021

Die Diesellokentwicklung in der ehemaligen Sowjetunion ging in den Jahren 1970–1980 in Richtung einer Zweisektions-Diesellokomotive mit einer Leistung von 8.000 PS. Ein wichtiger Meilenstein für diese Entwicklung stellen die Diesellokomotiven der Reihe 2ТЭ116 dar.
Die Doppellokomotiven der Reihe 2ТЭ116 waren für den Güterzugdienst auf den Eisenbahnstrecken der ehemaligen Sowjetunion bestimmt. Sie wurden von der Lokomotivfabrik Luhansk in Zusammenarbeit mit den Firmen Lokomotivfabrik Kolomna, Elektromotorenwerk Charkow und dem Institut für Diesellokbau sowie dem Ministerium der Eisenbahn entwickelt. Sie waren die erste Serienlokomotiven in der Sowjetunion, die mit einem 16-Zylinder-Viertakt-Dieselmotor ausgerüstet wurden, der zuvor bereits auf den fünf Prototypen der Baureihe 2ТЭ40 erprobt worden war.

## Technische Beschreibung

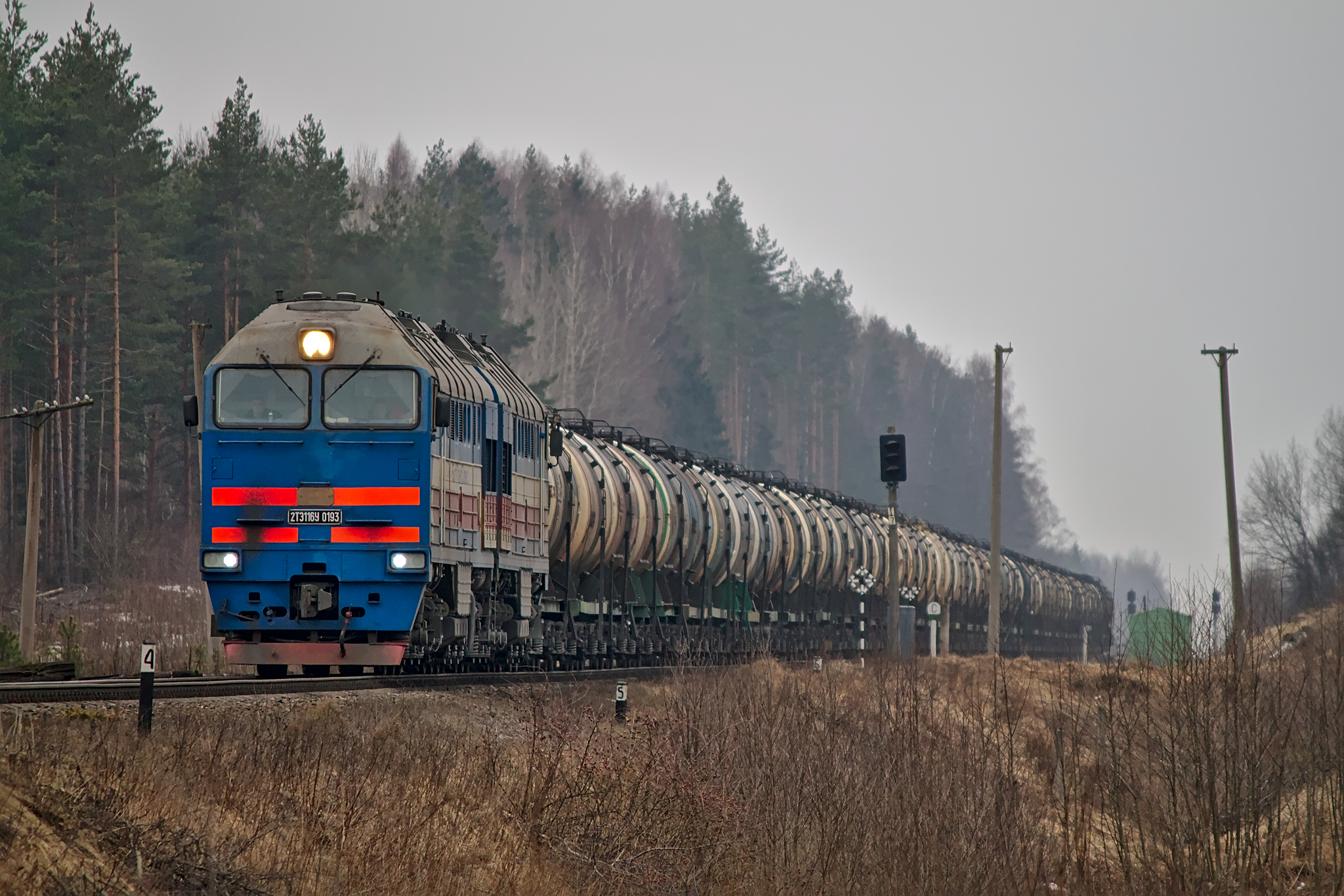
2TE116U-0193 vor einem Güterzug

Die Lokomotive besteht aus zwei einzelnen Sektionen, die mit einer SA3-Kupplung verbunden sind und von einem Führerstand aus gemeinsam bedient werden können. Es besteht auch die Möglichkeit, die beiden Sektionen einzeln zu verwenden. Die beiden Sektionen sind mit einem durch Gummiwulsten geschützten Wagenübergang verbunden.
Der Lokkasten besteht aus einem tragenden Bodenrahmen, der mit nicht-tragenden Seitenwänden versehen ist. Das Dach besteht aus fünf abnehmbaren Hauben, welche den Ein- und Ausbau der Ausrüstung im Maschinenraum erleichtert. Drei Hauben tragen die Schalldämpfer der Auspuffanlage, sowie die in der Dachschräge angeordneten Ansauggitter für die Kühlluft des Hauptgenerators, der Gleichrichteranlage und der Fahrmotoren. Die Ansaugöffnungen können elektropneumatisch geöffnet und geschlossen werden.
Alle Antriebs- und Hilfsbetriebsaggregate sind im Maschinenraum untergebracht. Im mittleren Teil des Rahmens ist die Diesel-Generatoreinheit angeordnet, die aus dem 16-Zylinder-Viertakt-Dieselmotor 5D49 und einem Drehstromgenerator besteht. Bei späteren Varianten wurden auch die Motoren 2D70 und 18-9DG-01 verwendet. Die Motoren waren Quadrathuber, der Kolbendurchmesser sowie der Hub betrugen jeweils 260 mm. Dieselmotor und Generator sind auf einem geschweißten Hilfsrahmen montiert und sind untereinander mit einer elastischen Lamellenkupplung verbunden. Die Drehgestelle waren wie bei der SŽD-Baureihe ТЭ109 ausgeführt und besaßen Lemniskatenlenker zur Achslagerführung. Die Fahrmotoren waren als Tatzlagerfahrmotoren ausgeführt.
Die elektrische Leistungsübertragung war eine standardmäßige Wechselstrom-Gleichstrom-Übertragung sowjetischer Bauart, wie sie auch bei den Lokomotiven ТЭП70, 2ТЭ121 sowie ТЭМ7 eingesetzt wurde. Bei dieser Art von elektrischer Kraftübertragung treibt der Dieselmotor einen Dreiphasen-Synchron-Generator an, dessen Strom gleichgerichtet wird und den Gleichstromfahrmotoren zugeführt wird.
Der Dieselmotor wird von einem elektrischen Anlasser angeworfen, der nach dem Startvorgang als Lichtmaschine dient und Steuerkreise, Beleuchtung und Batterieladung mit 110 V Gleichstrom versorgt. Die Lok verfügt über zwei Fahrmotorlüfter, je einen Lüfter für die Kühlung der Gleichrichteranlage und des Hauptgenerators, sowie vier Lüfter für die Dieselmotorkühlanlage. Alle vorgenannten Lüfter werden von Asynchronmotoren angetrieben, wobei diejenigen der Dieselmotorkühlanlage mit Außenläufer ausgeführt sind. Der Hauptkompressor, der Maschinenraumlüfter, die Kraftstoffpumpe, die Vorschmierpumpe des Dieselmotors und der Heizlüfter im Führerstand werden von Gleichstrommotoren angetrieben.

## Modifikationen

### 2ТЭ116A (2TE 116A)
Diese Modifikation war eine Universaldiesellok, die in den 1980er-Jahren für eine maximale Übereinstimmung mit der gleichzeitig gebauten 2ТЭ121 entwickelt wurde.

### 2ТЭ116Г (2TE 116G)

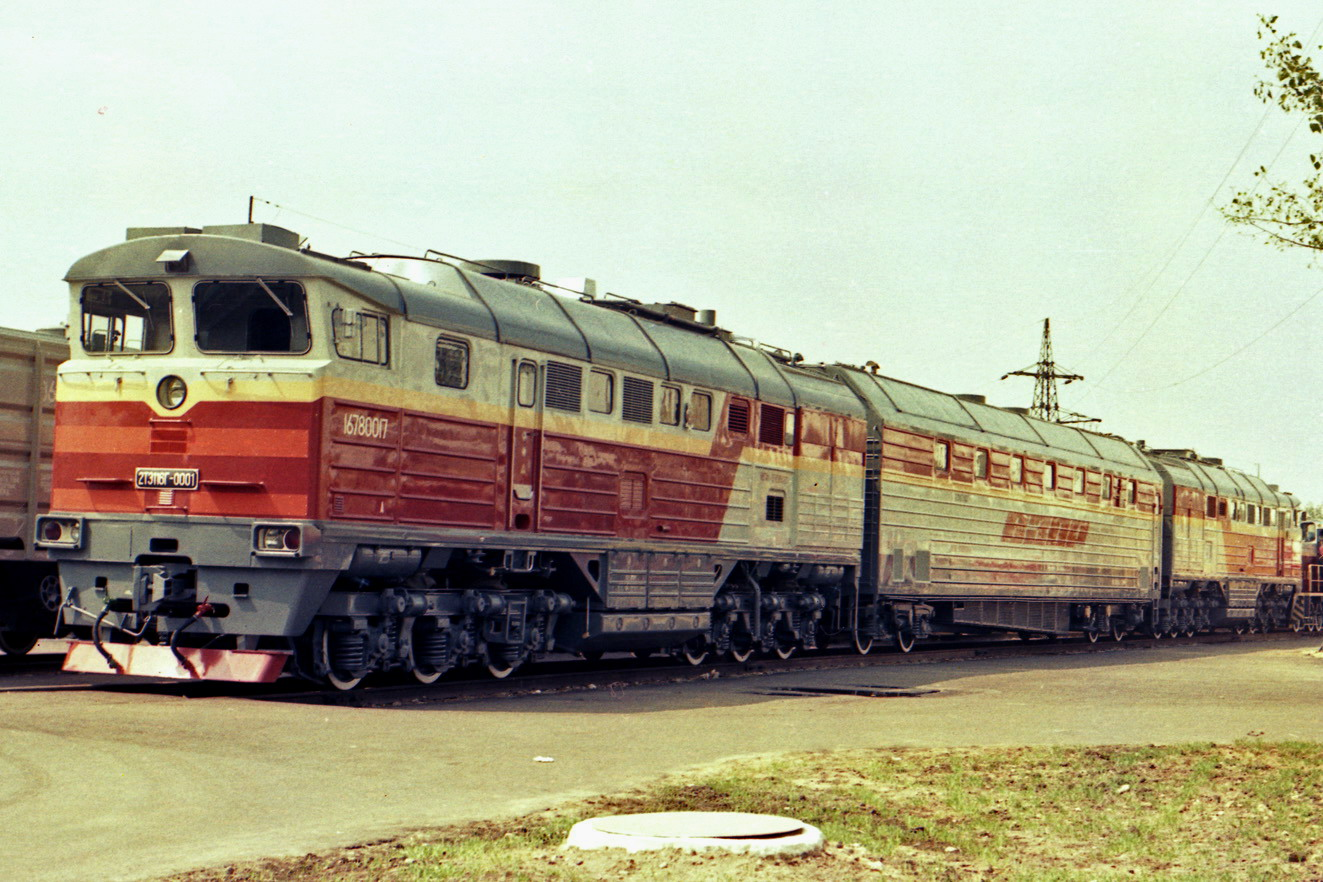
2TE116G

Diese Modifikation ist eine Diesellokomotive mit Gas-Kraftstoff-Antrieb. Sie bestand aus drei Sektionen. Zwei Sektionen waren die Antriebseinheiten mit Dieselmotor, dazwischen war der antriebslose Gasindikator. Es wurde von dieser Modifikation 1988 lediglich ein Exemplar gebaut.

### 2ТЭ116УР (2TE 116UR)

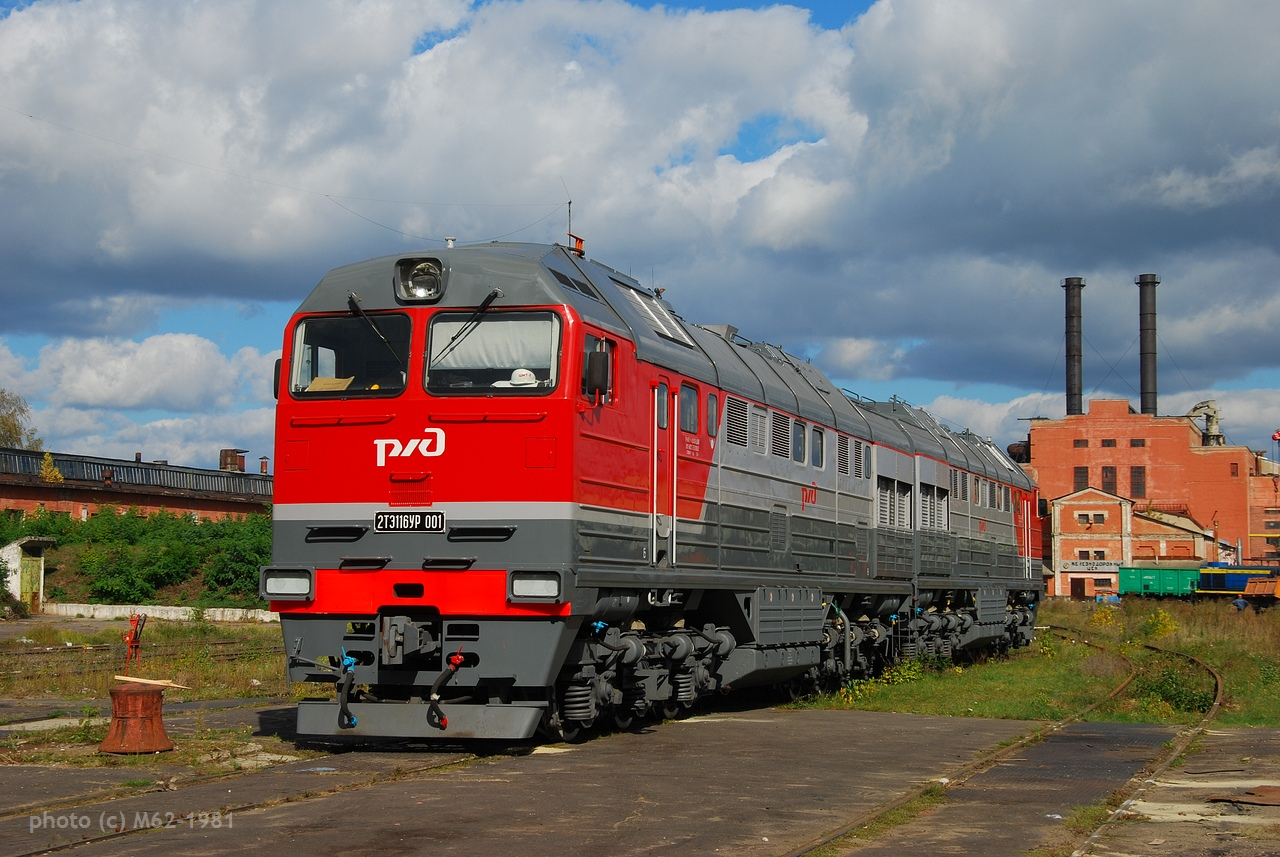
2TE116UR-001

Diese Diesellokomotive ist eine Modifikation für Güterzug- und Personenzugeinsätze und wurde 1996 in nur einem Exemplar gebaut. Die Leistung des Dieselmotors wurde auf 2 × 3.600 PS gesteigert. Die Höchstgeschwindigkeit betrug bei ihr 120 km/h. Sie war ausgerüstet mit einer Widerstandsbremse und einem System der elektrischen Beheizung des Zuges mit einer Spannung von 3.000 V und einer Leistung von 575 kW. Diese wurde mit einem Hilfsgenerator mit Gleichrichter versorgt.

### 2ТЭ116U (2TE 116U)

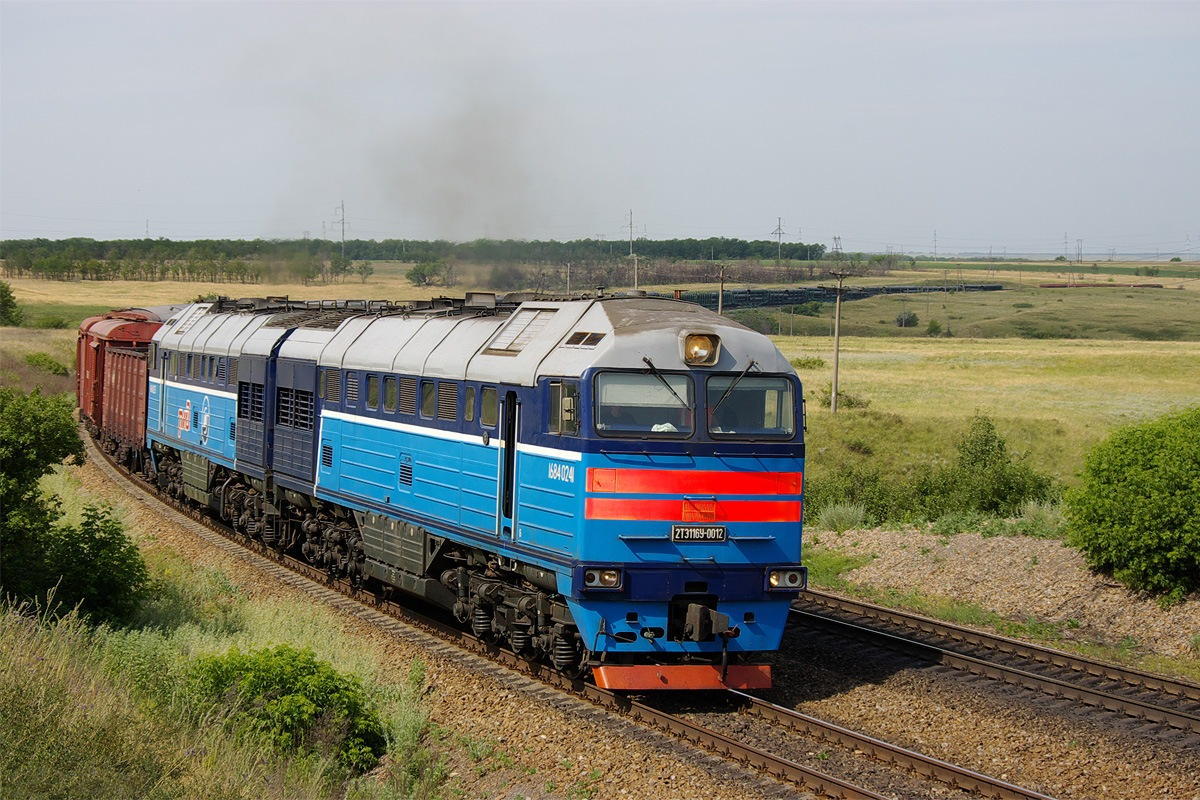
2TE116U-012

Diese Modifikation wurde die Vervollkommnete genannt und in 308 Exemplaren hergestellt. Die äußeren Unterschiede wurden durch ein geändertes Dach bei dem Führerstand, einer neuen Fahrzeugkabine sowie einer Änderung des mittleren Positionsscheinwerfers gekennzeichnet. Sie besaß eine andere Drucklufterzeugungsanlage, eine Widerstandsbremse sowie eine Mikroprozessor-Verwaltung und Diagnostik (MSY-TP). Die Leistung des Dieselmotors wurde auf 3.600 PS gesteigert.

### 2ТЭ116УМ (2TE 116UM)

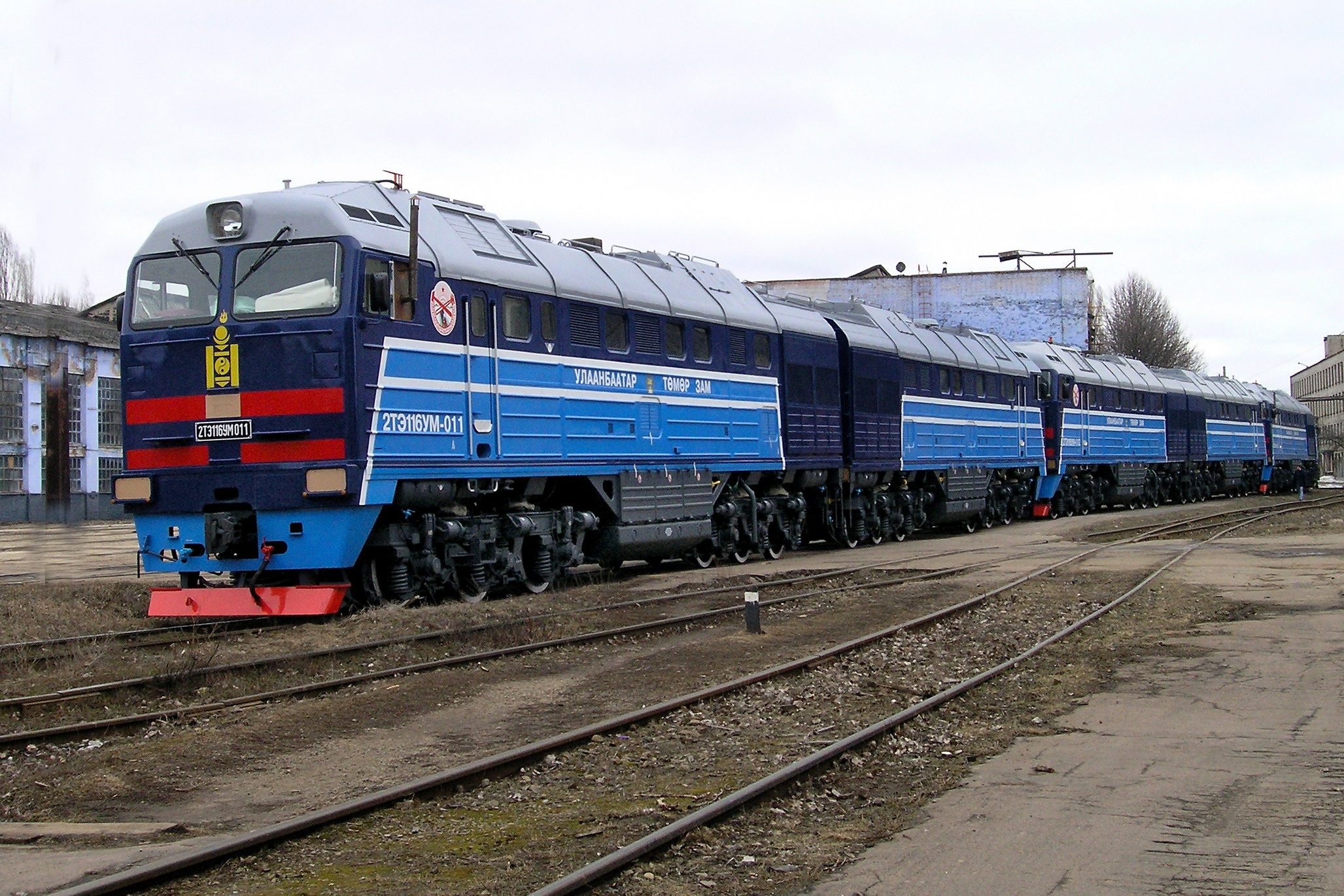
2TE116UM-011

Diese Lokomotive wurde als Modifikation für die Mongolei in 31 Exemplaren hergestellt. Sie hatte eine eigene Nummerierung, angefangen von der Nummer 001. Sie besaß eine Motorleistung von 3.600 PS, und außerdem wurde bei ihr die Abluftanlage geändert. Äußerlich war sie der 2ТЭ116U ähnlich. Gegenüber dieser wurde das hintere Dachsegment etwas tiefer gelegt.

### 2ТЭ116УК (2TE 116UK)
Diese Modifikation ist der 2ТЭ116U ähnlich, sie besaß keine Mikroprozessor-Verwaltung und keine Klimaanlage. Die Leistung des Motors betrug 3.060 PS. Es wurden zwei Exemplare gebaut.

### 2ТЭ116УД (2TE 116UD)

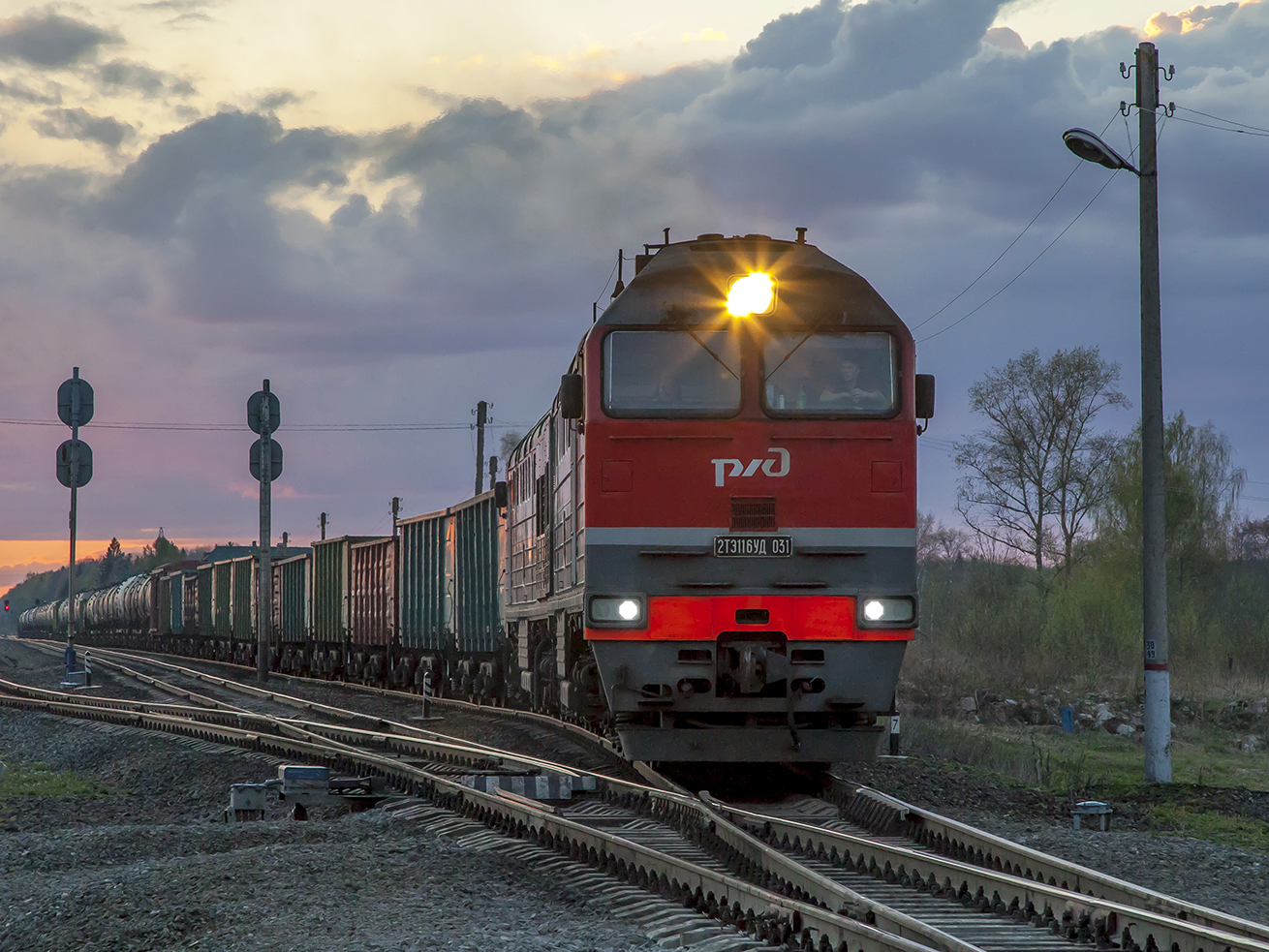
2TE116UD-031

Dies ist eine Modifikation ähnlich der 2ТЭ116U und wurde in 37 Exemplaren hergestellt. Sie besaß den Dieselmotor GEVO V12 der Firma GE und den Traktionsgenerator A723MU2.

## Einsatz

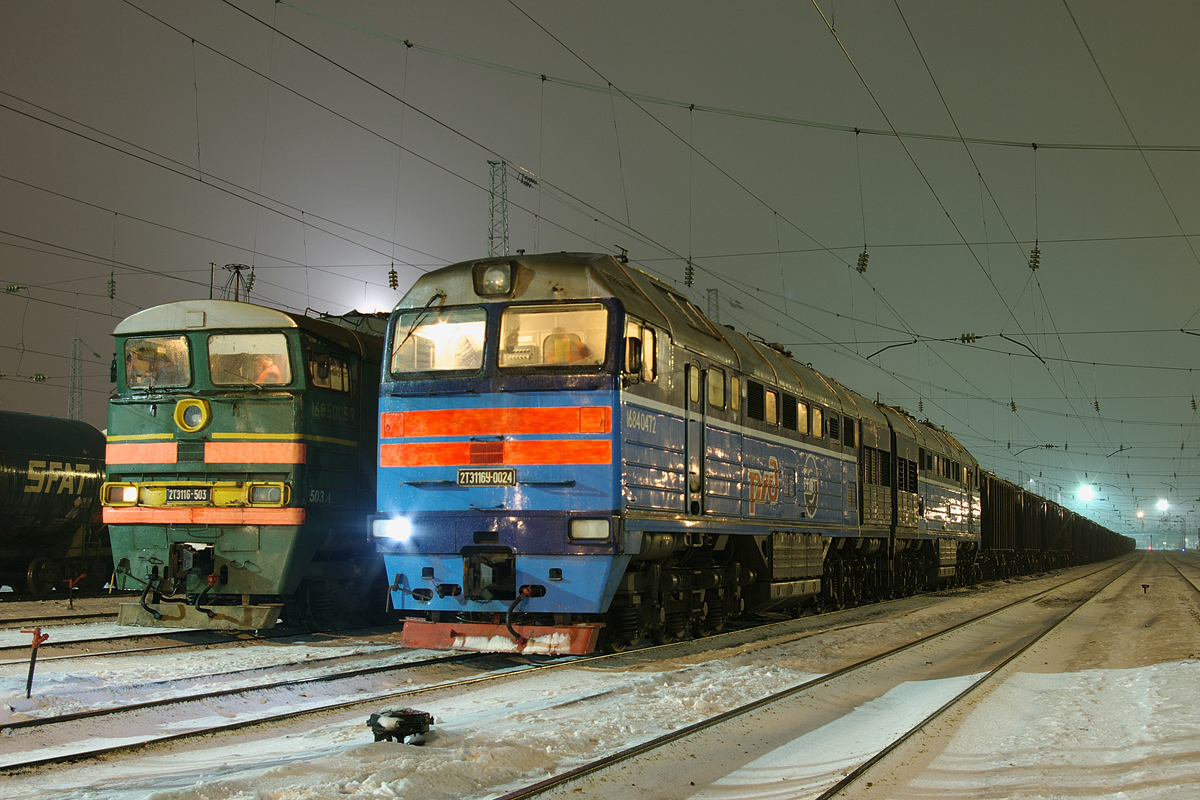
2TE116-503 und 2TE116U-0024

Die Diesellokomotiven wurden auf vielen Eisenbahnstrecken des Landes in verschiedenen Diensten betrieben. Dabei wurden Leistungen sowohl im Güterzugdienst als auch im Personenzugdienst betrieben, wo die Einheit aus zwei Sektionen der Diesellokomotive, angehängt am Kopf und an dem Ende des Zuges, der aus vier bis acht Zwischenwagen bestand. Dabei bestand der Wagenpark sowohl aus Standard- als auch aus Wagen von Elektrotriebwagen wie der SŽD-Baureihe ЭР9. Bezeichnend dafür waren die Züge DTL2  und DPL2 der Eisenbahnverwaltung im Donezk-Gebiet. Von den Diensten des Personenzugdienstes wurden sie später verdrängt durch die neueren Lokomotiven der Reihe ТЭП70.

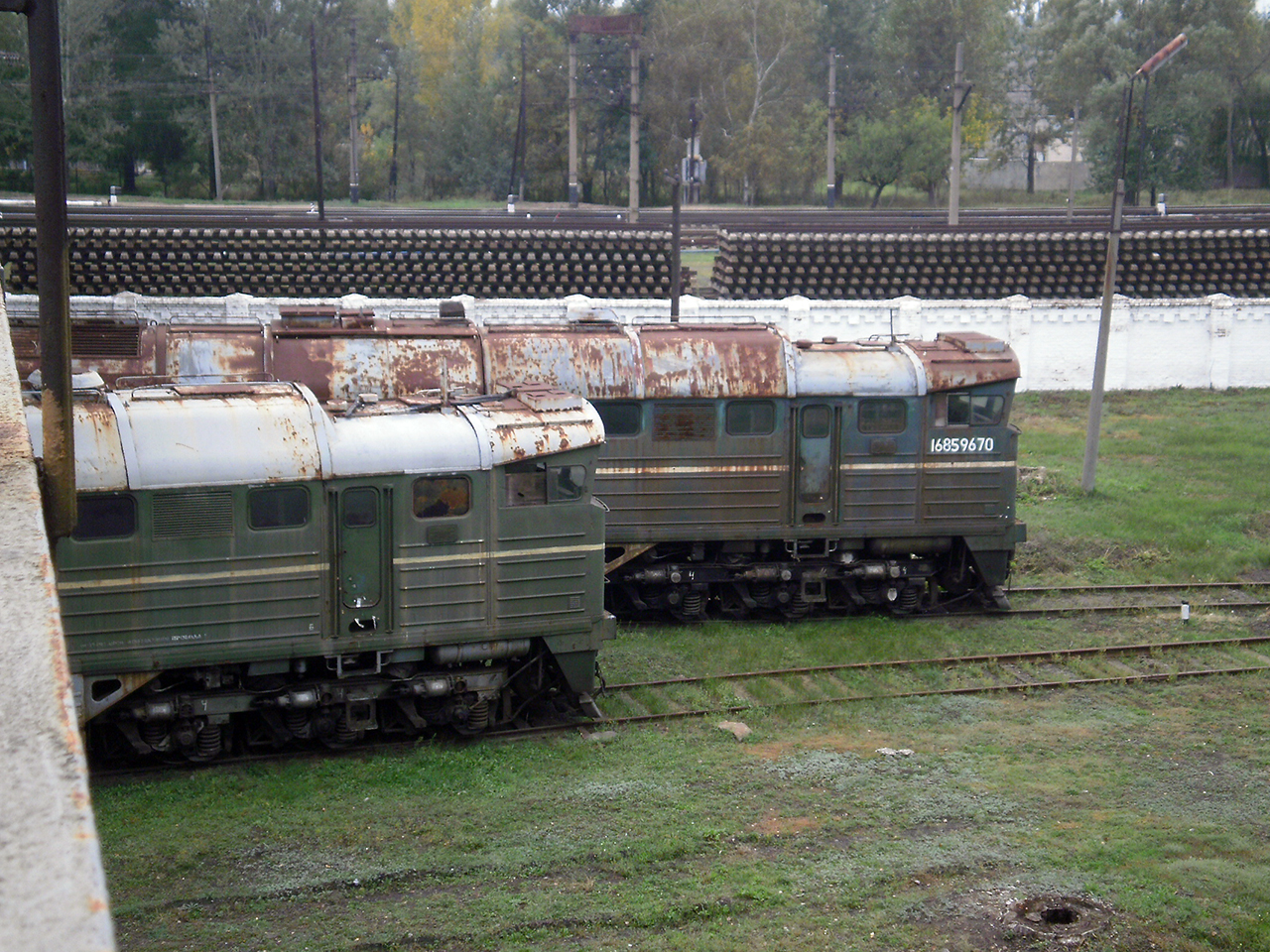
Alte Fahrzeuge der 2TE116U mit der typischen Dachform der Ursprungsfahrzeuge

Im Zuge der schnellen Elektrifizierung verloren die Lokomotiven in den letzten Jahren viele Einsatzstrecken, wie z. B. im Großraum von Charkiw. Das führte zu Umstationierungen der Lokomotiven in benachbarte Regionen wie den Linien Bachmatsch–Romodan–Krementschuk, wo gleichfalls 2ТЭ116 stationiert waren. Die hauptsächlichste Bespannung im Abschnitt Romodan–Krementschuk geschieht mit vierfacher Bespannung von 2ТЭ116. Da die Fahrzeuge ständig weiterentwickelt wurden, sind sie auch heute noch ein wichtiger Bestandteil von Eisenbahnstrecken der Länder Russland, Ukraine, Kasachstan, Lettland und Estland. Es sind allerdings auch schon Fahrzeuge ausgemustert worden. Eine genaue Auflistung der durchgeführten Leistungen ist auf der russischen Wikipedia zu sehen.